# Virtualni tim
Virtualni tim, poznat i kao geografski raspršeni tim, je skupina individualaca koji zajednički rade na nekom projektu ali ne nužno na istom mjestu. Ovakav oblik rada omogućava organizacijama zapošljavanje najkvalificiranijih ljudi bez obzira na mjesto stanovanja. Pripadnici virtualnog tima međusobno komuniciraju elektronskim putem, tako da se možda nikada niti ne vide i upoznaju. Treba napomenuti da virtualni tim ne podrazumjeva termin „teleworker“. „Teleworker“ je osoba koja posao obavlja od kuće, dok virtualni tim može, ali ne mora biti rad od kuće. 

## Zašto odabrati virtalni tim, a ne tradicionalno radno okruženje?
Pri traženju radnika ne moramo se ograničiti samo na jedan grad ili mjesto, najkvalificiranije zaposlenike možemo pronaći bilo gdje u svijetu. Ne postoji prostorno ograničenje (broj radnika). Zapošljavanja hendikepiranih osoba koje nisu u mogućnosti putovati na posao. Radno vrijeme nije ograničeno na određenih osam sati u danu nego traje 24 sata u kojih si svatko organizira vrijeme kako mu najbolje odgovara čime organizacija dobiva veću fleksibilnost. Fleksibilne organizacije su puno konkurentnije na tržištu. Ne gubi se vrijeme na putovanje do radnom mjesta, a samim time se podiže produktivnost. Smanjuju se troškovi i stvaraju se veze među organizacijama. Razvija se tržište u različitim dijelovima svijeta. 

## Problemi virtualnog tima
Koncept virtualnog tima ima puno potencijalnih problema, većinom kod suradnje zaposlenika različitih nacionalnosti. Nesporazumi u komunikaciji članova tima različitih nacionalnosti i kulturne pozadine. Drugi problem takve prirode je vremenska razlika. Teško kontaktiranje drugih članova preko emaila, instant poruka i slično, može biti teško u potpunosti razumiti tekstualne poruke. Stvaranje povjerenja u kolege može biti zahtjevno zbog toga što nema kontakta u živo. 

## Pomoćnisoftveri
Zbog svih ovih problema razvijeni su sofveri koji ih ublažavaju i svode na minimum. Podijeljeni su u dvije vrste: 
1.	softveri koji olakšavaju komunikaciju
2.	softveri za organizaciju dokumenata
1. Omogućava dostupnost 24 sata dnevno. Pruža opcije kao što su instant poruke i web konferencije itd.
2. Ovaj softver se sastoji od neke centralne lokacije, tj. servera na kojem svi članovi imaju mogućnost uvida u svu dokumentaciju, planove, zadatke itd.

## Sedam izazova
Darleen DeRosa otkrila je sedam ključnih izazova s kojima se zaposlenici susreću. Organizacije moraju nadomjestiti manjak ljudskog kontakta, vođe moraju izrazito paziti na faktore različitih kultura, teško stvaranje povjerenja, „team building“, produktivnost tima opada nakon godinu dana, timovi koji se sastaju barem jednom na godinu imaju veću produktivnost. 

## Zaključak
Kao zaključak možemo reći da u virtualnim timovima leži veliki potencijal ako organizacije otkriju kako nadomjestiti ljudsku komponentu rada.